# Cucuyagua
Cucuyagua (uit het Nahuatl: "Plaats van conflicten") is een gemeente (gementecode 0406) in het departement Copán in Honduras.
Toen de Spanjaarden in dit gebied aankwamen bestond er al een inheems dorp. In 1754 is het land in ejidos verdeeld.
Cucuyagua ligt in het Dal van Cucuyagua aan de Río Grande.

## Bevolking
De bevolking is als volgt verdeeld:
| Vrouwen | 8451 | 49,6% |
| Mannen  | 8591 | 50,4% |

## Dorpen
De gemeente bestaat uit acht dorpen (aldea), waarvan de grootste qua inwoneraantal: Cucuyagua (code 040601), El Nispero (040603), El Transito (040605) en Ojos de Agua (040607).